# Comisión de Reglamento del Congreso de los Diputados
La Comisión de Reglamento es una comisión parlamentaria del Congreso de los Diputados con carácter permanente y no legislativo que estudia y debate las posibles reformas que se pudieran realizar en el Reglamento de la cámara baja. Igualmente, actúa como un órgano de asistencia a las funciones del Presidente de la Cámara de interpretación cuando hubiese dudas y de suplimiento cuando hubiese lagunas.
La Comisión de Reglamento se crea por primera vez en la sesión de las Cortes del 25 de septiembre de 1810 con el objetivo de elaborar un proyecto de reglamento. La comisión se integraba originalmente por cinco diputados. Dos meses después, esta comisión sometió al pleno el reglamento provisional de 1810. Esta comisión se mantuvo con carácter no permanente hasta 1854, cuando el reglamento interino de dicho año la incluyó como permanente. Desde entonces, ha existido siempre.
De acuerdo con el actual reglamento, la comisión la preside el Presidente del Congreso de los Diputados y se compone de 50 miembros. El resto de la Mesa de la Comisión la completan los miembros de la Mesa del Congreso.

## Presidentes
Es difícil saber la composición de la Comisión de Reglamento entre 1810 y 1977 y, sobre todo, qué diputado ostentó la presidencia en cada momento. Sin embargo, desde el reglamento provisional de 1977, los diferentes presidentes de la Cámara Baja han ostentado la presidencia de esta comisión, con la excepción del diputado socialista Francisco José Vázquez Vázquez que, sin ser presidente del Congreso, ostentó la presidencia entre agosto de 1977 y febrero de 1978, periodo de transición hasta que empezó a aplicarse el reglamento.

## Subcomisiones o ponencias

### Actuales
Actualmente la comisión no posee ninguna subcomisión o ponencia.

### Históricas
| Nombre                                                        | Presidente | Mandato                                    | Refs. |
| ------------------------------------------------------------- | ---------- | ------------------------------------------ | ----- |
| Ponencia de estudio de reforma del Reglamento de la Cámara    | -          | 18 de diciembre de 1991-20 de mayo de 1992 | [ 6 ] |
| Ponencia para estudiar la reforma del Reglamento de la Cámara | -          | 20 de junio de 1996-18 de enero de 2000    | [ 7 ] |
| Ponencia encargada del estudio de la reforma del Reglamento   | -          | 24 de febrero de 2005-15 de enero de 2008  | [ 8 ] |
| Ponencia encargada de estudiar la reforma del Reglamento      | -          | 24 de abril de 2013-27 de octubre de 2015  | [ 9 ] |

## Composición actual
| Mesa de la Comisión | Mesa de la Comisión | Mesa de la Comisión | Mesa de la Comisión | Mesa de la Comisión                                                | Mesa de la Comisión                                                     | Mesa de la Comisión                                       | Mesa de la Comisión       | Mesa de la Comisión                        |
| Presidente | Vicepresidente primero | Vicepresidente segundo | Vicepresidente tercero | Vicepresidente cuarto                                              | Secretario primero                                                      | Secretario segundo                                        | Secretario tercero        | Secretario cuarto                          |
| --- | --- | --- | --- | ------------------------------------------------------------------ | ----------------------------------------------------------------------- | --------------------------------------------------------- | ------------------------- | ------------------------------------------ |
| Meritxell Batet (PSOE) | Gloria Elizo (UP) | Alfonso Rodríguez Gómez de Celis (PSOE) | Ana Pastor Julián (PP) | Ignacio Prendes (Cs)                                               | Gerardo Pisarello Prados (UP)                                           | Sofía Hernanz Costa (PSOE)                                | Adolfo Suárez Illana (PP) | Patricia Reyes Rivera (Cs)                 |
| Miembros de la Comisión | | | |                                                                    |                                                                         |                                                           |                           |                                            |
| Grupo Socialista | Grupo Socialista | Grupo Popular | Grupo Ciudadanos | Grupo Unidas podemos                                               | Grupo VOX                                                               | Grupo ERC                                                 | Grupo Vasco               | Grupo Mixto                                |
| - Rafael Simancas - Ana Botella Gómez - Odón Elorza - Ana Belén Fernández Casero - Adriana Lastra - Isaura Leal Fernández - Patxi López - Guillermo Meijón - José Antonio Montilla Martos - Pau Morlà Florit - Begoña Nasarre Oliva - Susana Ros - Vicent Manuel Sarrià Morell - Felipe Sicilia - José Zaragoza Alonso | - Rafael Simancas - Ana Botella Gómez - Odón Elorza - Ana Belén Fernández Casero - Adriana Lastra - Isaura Leal Fernández - Patxi López - Guillermo Meijón - José Antonio Montilla Martos - Pau Morlà Florit - Begoña Nasarre Oliva - Susana Ros - Vicent Manuel Sarrià Morell - Felipe Sicilia - José Zaragoza Alonso | - Vicente Tirado - María Jesús Bonilla Domínguez - José Antonio Bermúdez de Castro - Isabel María Borrego Cortés - Celso Delgado - Isabel García Tejerina - María del Carmen González Guinda - Edurne Uriarte | - José Manuel Villegas - Francisco Javier Cano Leal - Guillermo Díaz Gómez - José María Espejo-Saavedra - Lourdes Guillén Figuerola - Carlos Hermoso Ayuso - María Virginia Millán Salmerón | - Enrique Santiago - Txema Guijarro García - Martina Velarde Gómez | - Carla Toscano de Balbín - Manuel Mariscal Zabala - Ignacio Gil Lázaro | - Gerard Gómez del Moral Fuster - Joan Capdevila i Esteve | - Aitor Esteban           | - Jaume Alonso-Cuevillas - Míriam Nogueras |
| Fuente: | | | |                                                                    |                                                                         |                                                           |                           |                                            |